# Pirroloquinolina Quinona
A pirroloquinolina quinona (PQQ), também chamada de metoxatina, é um cofator redox e antioxidante. É encontrado no solo e em alimentos como kiwis, bem como no leite materno. As enzimas que contêm PQQ são chamadas de quinoproteínas. A glicose desidrogenase, uma das quinoproteínas, é usada como sensor de glicose. A PQQ estimula o crescimento de bactérias.

## História
Foi descoberto por J.G. Hauge como o terceiro cofator redox depois da nicotinamida e da flavina nas bactérias (embora ele tenha levantado a hipótese de que era a naftoquinona). Anthony e Zatman também encontraram o cofator redox desconhecido na álcool desidrogenase. Em 1979, Salisbury e colegas, bem como Duine e colegas, extraíram este grupo protético da metanol desidrogenase de metiltrofos e identificaram sua estrutura molecular. Adachi e colegas descobriram que o PQQ também foi encontrado no Acetobacter.

## Biossíntese
Um novo aspecto do PQQ é sua biossíntese em bactérias a partir de um peptídeo precursor traduzido ribossomicamente, PqqA. Um ácido glutâmico e uma tirosina em PqqA são reticulados pela enzima radical SAM PqqE na primeira etapa da modificação de PqqA. Esforços para entender a biossíntese de PQQ contribuíram para o amplo interesse em enzimas de SAM radicais e sua capacidade de modificar proteínas, e uma via dependente de enzima de SAM radical análoga foi encontrada, desde então, que produz a micofactocina transportadora de elétrons putativa, usando uma valina e uma tirosina do peptídeo precursor, MftA.

## Controvérsia a respeito do papel como vitamina
A revista científica Nature publicou o artigo de 2003 de Kasahara e Kato que essencialmente afirmava que PQQ era uma nova vitamina, e, em 2005, um artigo de Anthony e Fenton que afirmava que o artigo de Kasahara e Kato de 2003 tirou conclusões incorretas e sem fundamento. Um artigo de Bruce Ames em The Proceedings of the National Academy of Sciences em 2018 identificou a pirroloquinolina quinona como uma "vitamina para a longevidade" não essencial para a sobrevivência imediata, mas necessária para a saúde a longo prazo.